# خوش مقام (سياه منصور)
خوش مقام (بالفارسية: خوش مقام) هي قرية تقع في إيران في قسم سیاه منصور الريفي. يقدر عدد سكانها بـ 351 نسمة بحسب إحصاء 2016.